# Paivella inaciae
Paivella inaciae är en kräftdjursart som beskrevs av Vervoort 1965. Paivella inaciae ingår i släktet Paivella och familjen Aetideidae. Inga underarter finns listade i Catalogue of Life.